# Lago Ngermeuangel
El Lago Ngermeuangel (o bien Uet era Ngermeuangel; en inglés: Ngermeuangel Lake) es un lago marino situado en isla de Koror de la República de Palaos. Hay cerca de 70 lagos marinos ubicados en las Islas Rock y la de Koror. El lago destaca por subespecies endémicas de medusas doradas y es uno de los cinco lagos marinos en Palaos utilizados para varias investigaciones científicas en biología evolutiva.